# Шуть Альона Валеріївна
Альона Валеріївна Шуть (дошлюбне прізвище — Шамотіна; нар. 27 грудня 1995) — українська легкоатлетка, яка спеціалізується в метанні молота.
На національних змаганнях представляє Дніпропетровську область.
Тренується у Володимира Воловика та Олени Антонової.
Випускниця Придніпровської державної академії фізичної культури і спорту.

## Спортивні досягнення
Чемпіонка світу серед юніорів (2014).
Бронзова призерка у змаганнях з метання молота на командному чемпіонаті Європи (2017).
Чемпіонка Європи серед молоді (2017). Фіналістка (9-е місце) чемпіонату Європи серед молоді (2015).
Переможниця Кубка Європи з метань серед молоді у командному заліку (2013).
Багаторазова призерка Кубків Європи з метань в особистому та командному заліках.
Срібна призерка Європейського юнацького легкоатлетичного фестивалю (2011).
Фіналістка (8-е місце) чемпіонату світу серед юнаків (2011).
Фіналістка (5-е місце) чемпіонату Європи серед юніорів (2013).
Багаторазова чемпіонка та призерка чемпіонатів України.